# 제38회 베네치아 국제 영화제
제38회 베네치아 국제 영화제는 1981년 9월 2일에 열린 시상식이다. 이탈리아 베니스에서 개최되었다.

## 수상 및 후보

### 황금사자상
- 독일 자매 - 마가레테 폰 트로타 수상
- 돌리벨을 아시나요 - 에미르 쿠스투리차 수상

### 심사위원 특별상
- 좋은 꿈 - 난니 모레티 수상

### 특별언급상
- Forf?gelsen - Anja Breien 수상
- Postriziny - Jir 수상

### FIPRESCI상
- 독일 자매 - 마가레테 폰 트로타 수상
- Eles N? Usam Black-Tie - Leon Hirszman 수상
- 돌리벨을 아시나요 - Emir Kusturica 수상

### 파시네티 어워드 - 여우주연상
- Forf?gelsen - Lil Terselius 수상

### 파시네티 어워드 - 감독상
- 도시의 제왕 - 시드니 루멧 수상

### 파시네티 어워드 - 남우주연상
- 고백 - 로버트 듀발 수상